# 트랜스 (2013년 영화)
트랜스(Trance)는 2013년 공개된 영국의 스릴러 영화이다.

## 줄거리
미술품 경매장에서 벌어진 도난 사건 중, 도둑들은 귀중한 그림이 들어있을 것으로 추정되는 포장물을 훔친다. 경매인이자 내부 공모자인 사이먼은 도둑들의 리더 프랑크를 공격하지만, 그 과정에서 머리를 맞아 기절한다. 이후 프랑크는 포장물 안에 그림이 없고 빈 액자만 있다는 사실을 깨닫는다. 사이먼이 그를 배신한 것이다. 그림을 찾기 위해 도둑들은 사이먼을 납치하여 고문하지만, 머리 부상으로 인해 기억상실증에 걸린 사이먼은 그림을 어디에 숨겼는지 기억하지 못한다. 결국 도둑들은 사이먼의 기억을 되살리기 위해 최면 치료사를 고용하기로 한다.
사이먼은 엘리자베스 램이라는 최면 치료사를 선택한다. 그는 가짜 이름으로 그녀에게 접근하여 잃어버린 열쇠를 찾고 있다고 거짓말하며, 그림을 찾기 위한 그녀의 도움을 기대한다. 그러나 엘리자베스는 사이먼의 거짓말을 금방 알아채고 도둑들과 협상하게 된다. 그림 판매 수익의 일부를 받는 조건으로, 엘리자베스는 사이먼에게 계속 최면을 건다. 최면 과정에서 사이먼은 자신의 도박 중독 때문에 프랑크와 엮이게 되었고, 프랑크는 그림을 훔치는 데 도움을 주는 대가로 그의 빚을 갚아주겠다고 제안했다는 것을 기억한다.
또 다른 최면 세션에서 사이먼은 도난 당시 액자에서 그림을 잘라내 자신의 옷 속에 숨겼다는 사실을 기억해낸다. 프랑크가 이를 눈치채려는 순간 사이먼은 그를 공격했다. 머리를 다친 후 깨어났을 때는 혼자였고, 경매장을 나서던 사이먼은 문자 메시지를 확인하다가 빨간 차에 치였다. 사이먼은 그 차의 운전자가 엘리자베스였다고 잘못 기억한다. 사이먼이 엘리자베스에게 집착하고 있다는 사실을 알게 된 도둑들은 그녀에게 사이먼을 유혹하라고 제안한다. 엘리자베스가 사이먼을 유혹하면 그림의 위치를 알아낼 수 있을 것이라고 생각한 것이다.
엘리자베스와 사이먼은 데이트를 하지만, 갑자기 사이먼은 그녀에게 냉담해지며 집으로 돌아간다. 엘리자베스는 프랑크에게 사이먼이 자신을 질투하기 때문이라고 말하고, 엘리자베스와 프랑크는 성관계를 맺는다. 이를 목격한 다른 도둑이 사이먼에게 이 사실을 알리고, 사이먼은 엘리자베스에게 따진다. 엘리자베스는 사이먼의 질투심을 잠재우고 그를 다시 최면에 빠뜨린다. 프랑크가 자신을 죽이려 한다는 가상의 이야기를 통해 엘리자베스는 그림의 위치를 알아낸다. 하지만 곧 도둑들에게 붙잡힌다. 사이먼과 프랑크는 그림을 찾으러 가고, 다른 도둑들은 엘리자베스를 강간하려 한다. 프랑크가 엘리자베스의 비명 소리에 정신이 팔린 사이, 사이먼은 프랑크를 제압하고 다른 도둑들을 죽인다.
엘리자베스는 사이먼을 설득하여 프랑크를 살려주고 함께 그림을 가지러 간다. 주차장에서 그들은 빨간 차를 끌고 창고로 향한다. 차 안에서 엘리자베스는 사이먼이 이전에 자신의 도박 중독 치료를 위해 찾아왔었다는 사실을 밝힌다. 그들은 불륜 관계를 시작했지만, 사이먼은 집착적이고 질투심이 많았으며 폭력적으로 변했다. 자신의 생명이 위협받는다고 느낀 엘리자베스는 최면을 이용해 사이먼에게 자신을 잊게 만들었다. 프랑크에게 머리를 맞은 후, 사이먼은 엘리자베스에 대한 희미한 기억을 되찾았다. 혼란스러운 상태에서 사이먼은 자신을 친 여성 운전자를 엘리자베스라고 상상하고 그 여성을 살해한다. 그녀의 시체는 차 트렁크에 있었다.
창고에 도착한 사이먼은 엘리자베스에게 그림을 주고, 프랑크가 묶여 있는 차에 기름을 붓는다. 프랑크를 구하기 위해 엘리자베스는 트럭으로 사이먼을 친다. 사이먼과 차는 벽을 뚫고 강으로 떨어진다. 프랑크는 탈출하지만, 사이먼은 죽는다. 이후 엘리자베스는 사라진다. 프랑크는 나중에 아이패드에서 그림을 가지고 있는 엘리자베스의 영상을 받는다. 엘리자베스가 사이먼에게 자신을 잊게 만들 때, 그녀는 자신의 학대에 대한 복수로 그림을 훔치라고 지시했다. 사이먼이 프랑크를 배신한 이유였다. 차에 치이기 전 사이먼이 받은 문자는 엘리자베스가 보낸 것으로, 그녀에게 그림을 전달하라는 내용이었다. 프랑크는 엘리자베스를 찾아 그림을 되찾으려 하거나, 아이패드에 있는 '트랜스'라는 앱을 열어 엘리자베스의 목소리 녹음을 듣고 그녀와 관련된 모든 기억을 지울 수 있다. 기억할지 잊을지는 그의 선택에 달려있다.

## 출연

### 주연
- 제임스 맥어보이
- 로사리오 도슨
- 뱅상 카셀
- 맷 크로스

### 조연
- 리 니콜라스 해리스
- 대니 사파니
- 와하브 세이크
- 튜펜스 미들턴

## 기타
- 세트: 도미닉 카폰
- -무술감독: 줄리안 스펜서
- 의상: 서티랫 앤 라라브
- 배역: 게일 스티븐스